# Togto
Togto (mongolsky Тогтох, čínsky pchin-jinem Tuōtuō, znaky zjednodušené 脱脱, tradiční 脫脫 nebo čínsky pchin-jinem Tuōkètuō, znaky 托克托; 1314–1355) byl mongolský státník a vojevůdce říše Jüan. Pod jeho vedením byly sepsány oficiální dějiny říší Sung, Liao a Ťin.

## Život
Togto byl původem Merkit, z rodiny předních jüanských státníků. Jeho strýc Bajan i otec Madžartaj stáli jako kancléři (大丞相, ta čcheng-siang) v čele vlády. Spory uvnitř jüanské vlády, v druhé polovině 30. let 14. století kontrolované Bajanem se roku 1340 vyhrotily až k převratu, který stál Bajana život.
Roku 1341, po jmenování Madžartaje kancléřem, Togto získal vysokou dvorskou hodnost. Obnovil úřednické zkoušky zrušené Bajanem a převzal zodpovědnost za historiografii. Roku 1343 vedl práce na sepsání Dějin Ťinů (金史, Ťin-š’), příští rok Dějin Liao (遼史, Liao-š’) a Dějin Sungů (宋史, Sung-š’). Soubor tří kronik byl představen dvoru roku 1345, ale už v červnu 1344 se Togto vzdal funkce, oficiálně kvůli nemoci. Současně byl, po sérii povstání, jeho otec odvolán a poslán do Kan-su.
Roku 1349 byl jeho otec rehabilitován a Togto se vrátil ke dvoru, kde obsadil úřad kancléře po pravici. Pevně uchopil moc do svých rukou a vrhl se do reforem. Neprodleně se začal věnovat likvidaci následků záplav na Chuang-che a získal tak velkou popularitu mezi obyvatelstvem. Roku 1350 snížil daně a zorganizoval velkou emisi papírových peněz, kterými hradil vládní výdaje. Nicméně veřejné práce na opravách Velkého kanálu přinesly nespokojenost lidu. Další záplavy, inflace vyvolaná vládní finanční politikou a tíživý vládní solný monopol nespokojenost ještě přiživily. Výsledkem byla řada vzpour, splynuvších v povstání rudých turbanů.
V letech 1351–1355 Togto osobně vedl sérii vojenských tažení proti povstalcům. Náhradou za stávající rozložené jüanské oddíly zorganizoval vlastní armádu. Díky rotaci vojsk a velitelů a oddělení velení nad bojovými akcemi od kontroly nad zásobováním předešel vzniku regionálně nezávislých velitelů. Zásobování hlavního města se po zhroucení námořních dodávek z jihu pokoušel řešit zavedením pěstování rýže na severu (v Šan-tungu, Che-peji a Liao-tungu), kam proto přesidloval jižní rolníky. V bojích vítězil, rozprášil povstalce v Che-nanu, Ťiang-si i Chu-peji, ale množství a rozdrobenost rebelů mu nedovolily jejich úplnou likvidaci. Nakonec jeho oponenti u dvora přesvědčili císaře Togon Temüra, že po definitivní porážce rebelů by byl příliš mocný a nekontrolovatelný.
Od listopadu 1354 obléhal Čang Š’-čchenga v Kao-jou v Ťiang-si. Dne 7. ledna 1355 Togta dostihl císařský edikt z 24. prosince 1354 o jeho zbavení všech úřadů a hodností a vyhnanství v Jün-nanu. Togto se císařskému rozkazu podřídil, jeho armáda se v rukách nových velitelů rozpadla, část se dala k banditům. Ještě roku 1355 dostal rozkaz spáchat sebevraždu, což splnil – otrávil se.
Po Togtově odvolání ztratila jüanská vojska iniciativu a utrpěla v boji s rebely řadu porážek. Po dalších změnách v jüanské vládě byl roku 1362 posmrtně rehabilitován.